# Egicoccales
Egicoccales es un orden de bacterias grampositivas de la clase Nitriliruptoria. Actualmente (2024) contiene una sola familia (Egicoccaceae), un género (Egicoccus) y una especie: Egicoccus halophilus. Fue descrito en el año 2016. Su etimología hace referencia a coco del EGI, siglas del Instituto de Ecología y Geografía de Urumqi, China. El nombre de la especie hace referencia a amante de la sal. Es aerobia e inmóvil. Catalasa positiva. Tiene un tamaño de 0,5-0,8 μm de diámetro, con forma de coco. Forma colonias secas, rugosas, circulares y amarillas en agar marino tras 14 días de incubación. Temperatura de crecimiento entre 20-40 °C, óptima de 30 °C. Contenido de NaCl óptimo de 3-5%. Tiene un contenido de G+C de 75,5%. Se ha aislado de suelos salinos en la provincia de Xinjiang, China.